# 国葬令
国葬令（こくそうれい、旧字体：國葬令、大正15年10月21日勅令第324号）は、1926年（大正15年）に制定された勅令。1947年12月31日限りで失効した。天皇の葬儀（大喪儀）を「国葬」と位置付けていた他、皇族の葬儀、国家への功労者（「偉勲ある者」）の葬儀について定めていた。

## 成立
帝室制度調査局（1899年（明治32年）-1907年（明治40年））により、1906年に原案が作成され上奏されていたがその時点で制定には至らず、1916年（大正5年）設立の帝室制度審議会で再度審議された。調査局の原案では1条に天皇の大喪儀と皇太子・皇太子妃等の喪儀の両方が記載されていたが、最終的にはこの2つは分離された。
国葬令を直接的に廃止する法令はないが、昭和22年法律第72号（日本国憲法施行の際現に効力を有する命令の規定の効力等に関する法律）により効力の期限が昭和22年12月31日とされ、その日をもって失効したと考えられる。

## 参考
- 内閣府設置法：第4条第3項第33号　国の儀式並びに内閣の行う儀式及び行事に関する事務に関する規定に国葬が含まれると解釈されている[7]。